# Ацік (Армавір)
Ацік (вірм. Հացիկ) — село в марзі Армавір, на заході Вірменії. Село розташоване на ділянці залізниці Армавір — Гюмрі, за 7 км на північний захід від міста Армавір та за 3 км від села Аракс. Село було засноване у 1933 р. і у 1940 р. назване на честь Климента Ворошилова, потім з 1963 по 1991 рр. мало назву Наїрі, і тільки після цього отримало сучасну назву.